# Krzysztof Śmiszek
Krzysztof Jan Śmiszek (ur. 25 sierpnia 1979 w Stalowej Woli) – polski prawnik, polityk, nauczyciel akademicki, działacz na rzecz praw człowieka i praw mniejszości, doktor nauk prawnych. Współzałożyciel i były przewodniczący Polskiego Towarzystwa Prawa Antydyskryminacyjnego, poseł na Sejm IX i X kadencji (2019–2024), wiceprzewodniczący Nowej Lewicy, w latach 2023–2024 sekretarz stanu w Ministerstwie Sprawiedliwości, poseł do Parlamentu Europejskiego X kadencji (od 2024).

## Życiorys

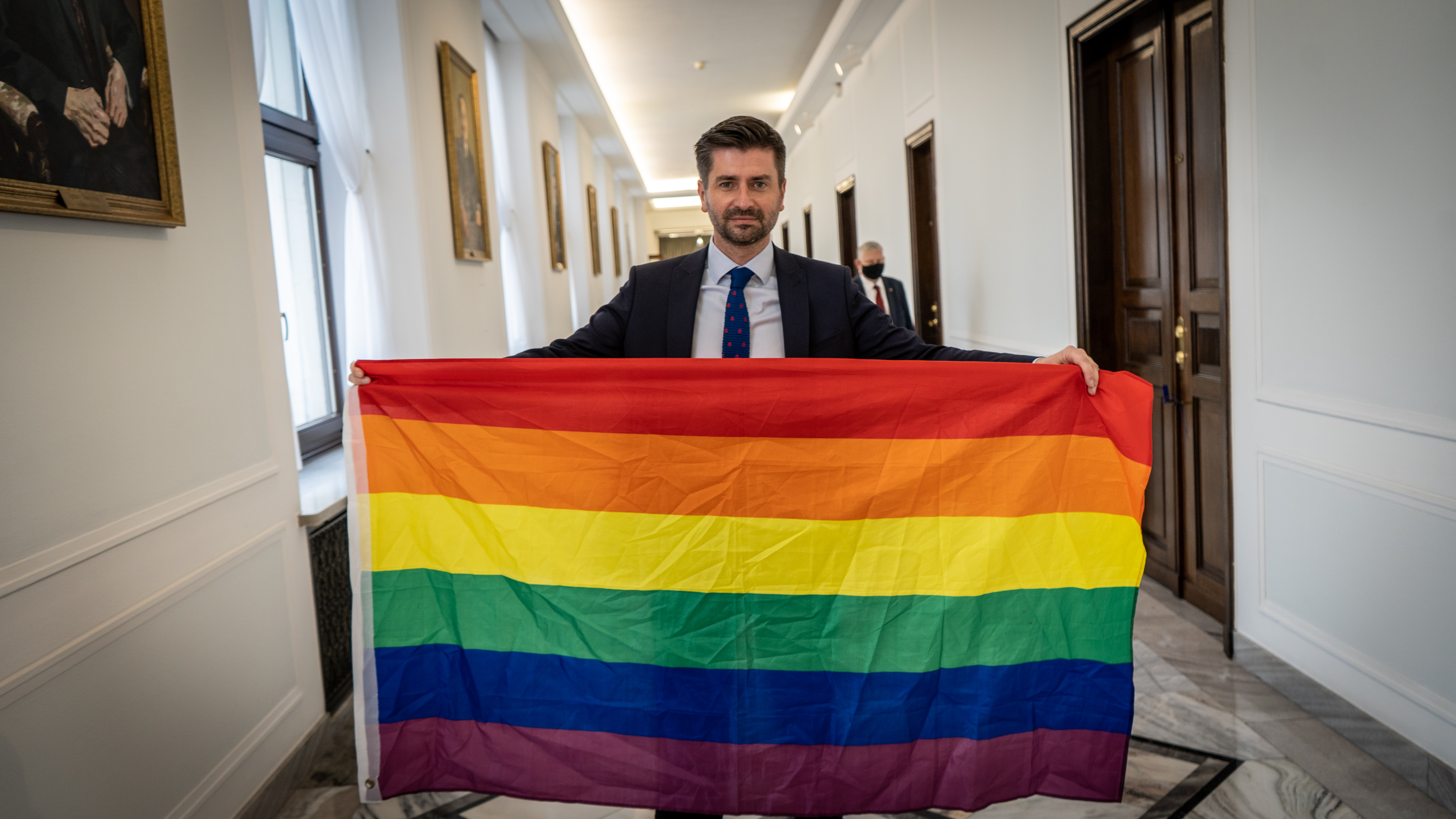
Krzysztof Śmiszek z tęczową flagą w Sejmie (2021)

Uczęszczał do Liceum Ogólnokształcącego im. Komisji Edukacji Narodowej w Stalowej Woli; maturę zdał w 1998. W 2003 ukończył studia na Wydziale Prawa i Administracji Uniwersytetu Warszawskiego. W 2006 został absolwentem Podyplomowego Studium Prawa Europejskiego UW. W 2016 na macierzystym wydziale uzyskał stopień doktora nauk prawnych w specjalności prawo europejskie na podstawie rozprawy pt. Europejski standard równości a prawo polskie. Aspekt materialny i instytucjonalny napisanej pod kierunkiem Mirosława Wyrzykowskiego. W 2021 uzyskał uprawnienia adwokata.
W latach 2003–2005 pracował jako prawnik w biurze pełnomocnika rządu ds. równego statusu kobiet i mężczyzn (funkcję tę pełniły wówczas Izabela Jaruga-Nowacka i Magdalena Środa), gdzie zajmował się kwestiami dotyczącymi ustawodawstwa antydyskryminacyjnego. Był ekspertem polskich organizacji pozarządowych zajmujących się przeciwdziałaniem dyskryminacji. Później do 2008 był zatrudniony w Departamencie Prawnym Kancelarii Prezesa Rady Ministrów. W latach 2008–2010 pracował w Brukseli jako prawnik i koordynator programowy w EQUINET, europejskiej sieci współpracy organów ds. równego traktowania. Od 2011 do 2016 był pracownikiem naukowym w Zakładzie Praw Człowieka Wydziału Prawa i Administracji Uniwersytetu Warszawskiego. W 2014 został członkiem European Equality Law Network, europejskiej sieci ekspertów prawnych w dziedzinie niedyskryminacji. Był też trenerem w ramach programu HELP (Human Rights Education for Legal Professionals) prowadzonego przez Radę Europy. W latach 2017–2019 wykładał na Wydziale Prawa, Administracji i Stosunków Międzynarodowych Krakowskiej Akademii im. Andrzeja Frycza Modrzewskiego. Był stypendystą University of Michigan, prowadził gościnne wykłady na University of Toronto oraz University of Texas at Austin.
Kierował grupą prawną stowarzyszenia Kampania Przeciw Homofobii. Współzałożyciel Polskiego Towarzystwa Prawa Antydyskryminacyjnego, pełnił funkcje wiceprezesa i prezesa tej organizacji. W 2017 został członkiem rady programowej Archiwum im. Wiktora Osiatyńskiego. Wszedł w skład kolegium redakcyjnego czasopisma prawniczego „Anti-Discrimination Law Review”.
W 2019 zaangażował się w działalność założonej przez Roberta Biedronia partii Wiosna. W wyborach do Parlamentu Europejskiego w tym samym roku bezskutecznie ubiegał się o mandat europosła jako lider listy tej partii w okręgu opolsko-dolnośląskim, zdobywając 46 698 głosów.
W wyborach parlamentarnych w 2019 został wybrany do Sejmu IX kadencji, startując jako przedstawiciel Wiosny z listy Sojusz Lewicy Demokratycznej w okręgu wrocławskim i otrzymując 43 447 głosów. Objął funkcję wiceprzewodniczącego klubu parlamentarnego Lewicy. Został przewodniczącym Parlamentarnego Zespołu ds. Równouprawnienia Społeczności LGBT+, a także członkiem Komisji Sprawiedliwości i Praw Człowieka oraz Komisji ds Unii Europejskiej. Wszedł w skład polskiej delegacji do Zgromadzenia Parlamentarnego Rady Europy. W czerwcu 2021, po rozwiązaniu Wiosny, został członkiem Nowej Lewicy. W październiku 2021 objął funkcję współprzewodniczącego wojewódzkich struktur NL w województwie dolnośląskim. W 2023 z powodzeniem ubiegał się o poselską reelekcję z wynikiem 34 577 głosów. W X kadencji objął funkcję wiceprzewodniczącym Komisji Sprawiedliwości i Praw Człowieka.
W grudniu 2023 został powołany na sekretarza stanu w Ministerstwie Sprawiedliwości. W 2024 uzyskał mandat posła do PE X kadencji z ramienia Lewicy z okręgu nr 12, otrzymując 70 363 głosy. W konsekwencji w czerwcu tego samego roku zakończył pełnienie funkcji wiceministra. W Europarlamencie zasiadł w Komisji Prawnej oraz Komisji Wolności Praw Obywatelskich, Sprawiedliwości i Spraw Wewnętrznych.

## Wyniki w wyborach ogólnopolskich
| Wybory | Komitet wyborczy | Komitet wyborczy             | Organ                            | Okręg | Wynik          |
| ------ | ---------------- | ---------------------------- | -------------------------------- | ----- | -------------- |
| 2019   |                  | Wiosna                       | Parlament Europejski IX kadencji | nr 12 | 46 698 (3,57%) |
| 2019   |                  | Sojusz Lewicy Demokratycznej | Sejm IX kadencji                 | nr 3  | 43 447 (6,64%) |
| 2023   |                  | Nowa Lewica                  | Sejm X kadencji                  | nr 3  | 34 577 (4,46%) |
| 2024   |                  | Lewica                       | Parlament Europejski X kadencji  | nr 12 | 70 363 (6,14%) |

## Publikacje
- Dyskryminacja i mobbing w zatrudnieniu (współautor z K. Kędziorą), C.H. Beck, Warszawa 2008.
- Równe traktowanie osób LGBT w zatrudnieniu – przepisy i orzecznictwo wspólnotowe a standardy Yogyakarty, [w:] R. Wieruszewski, M. Wyrzykowski (red.), Orientacja seksualna i tożsamość płciowa – aspekty prawne i społeczne, Instytut Wydawniczy EuroPrawo, Warszawa 2009.
- A bird’s eye view of equal treatment bodies across Europe in the light of EU legislation. In what circumstances can they act and with what measures?, [w:] C.J. Forder (red.), Gelijke behandeling: oordelen en commentaar 2009, Wolf Legal Publishers, Nijmegen 2010.
- Nowe standardy ochrony przed dyskryminacją w polskim prawie, „Edukacja Prawnicza”, nr 5, 2011.
- Powolny proces dostosowywania polskiego systemu polityki antydyskryminacyjnej do standardów unijnych, „Problemy Polityki Społecznej”, nr 15, 2011.
- Sytuacja prawna osób transpłciowych w Polsce. Raport z badań i propozycje zmian (współredaktor z W. Dynarskim), Polskie Towarzystwo Prawa Antydyskryminacyjnego, Warszawa 2013[23].
- LGBTI asylum claims: the Central and Eastern European perspective (współautor z A. Śledzińską-Simon), „Forced Migration Review”, nr 42, 2013.
- Ochrona instytucjonalna przed dyskryminacją rasową w UE – ścisłe reguły koncepcji sądu – glosa do wyroku TS z 31.01.2013 r. w sprawie C-394/11 Belov, „Europejski Przegląd Sądowy”, nr 5, 2013.
- Combating Sexual Orientation Discrimination in the European Union (współautor z D. Pudzianowską), Urząd Publikacji Unii Europejskiej, Luksemburg 2015[24].
- Zakaz dyskryminacji ze względu na przynależność państwową a dyrektywy antydyskryminacyjne, [w:] G Baranowska, A. Bodnar, A. Gliszczyńska-Grabias (red. nauk.), Ochrona praw obywatelek i obywateli Unii Europejskiej. 20 lat – osiągnięcia i wyzwania na przyszłość, Wolters Kluwer, Warszawa 2015.
- Testy dyskryminacyjne. Praktyczny podręcznik dla organizacji pozarządowych (współredaktor z K. Wysieńską-Di Carlo), Polskie Towarzystwo Prawa Antydyskryminacyjnego, Warszawa 2016.
- Mechanizm dochodzenia roszczeń w sprawach o dyskryminację, [w:] A. Zawidzka-Łojek, A. Szczerba-Zawada (red. nauk.), Prawo antydyskryminacyjne w Unii Europejskiej, Instytut Wydawniczy EuroPrawo, Warszawa 2015.
- Wolność gospodarcza pracodawców a standardy odpowiedzialności za dyskryminację w miejscu pracy w świetle orzecznictwa Europejskiego Trybunału Praw Człowieka, [w:] A. Bodnar, A. Ploszka (red. nauk.), Wpływ Europejskiej Konwencji Praw Człowieka na funkcjonowanie biznesu, Wolters Kluwer, Warszawa 2016.
- Zwalczanie stereotypów płciowych jako standard ochrony przed dyskryminacją. Praktyka stosowania prawa (współautor z K. Kędziorą), [w:] Prawo wobec problemów społecznych. Księga jubileuszowa profesor Eleonory Zielińskiej, C.H. Beck, Warszawa, 2016.
- Ustawa o wdrożeniu niektórych przepisów Unii Europejskiej w zakresie równego traktowania. Komentarz (współredaktor z K. Kędziorą), Wolters Kluwer, Warszawa, 2016.

## Wyróżnienia
- Nagroda „Gospodarcza Osobowość Roku 2022” przyznana przez Federację Przedsiębiorców Polskich (2022)[25]
- Nagroda „Korony Równości” w kategorii „życie polityczne” przyznana w plebiscycie Kampanii Przeciw Homofobii (2022)[26]
- Wyróżnienie MEP Award w kategorii „najlepsza mowa” (2025)[27]

## Życie prywatne
Jest otwarcie zdeklarowanym gejem. Od 2002 jest w związku z Robertem Biedroniem. Brat piosenkarki Anny Ołdak.